# Klemen Lavrič
Klemen Lavrič, född 12 juni 1981 i Trbovlje i Jugoslavien (nuvarande Slovenien), är en slovensk före detta fotbollsspelare.